# Emil Perška
Emil Perška (Zagabria, 28 agosto 1897 – Zagabria, 8 maggio 1945) è stato un calciatore jugoslavo, di ruolo attaccante.

## Carriera

### Nazionale
Il suo debutto con la nazionale jugoslava risale al 28 agosto 1920 nella partita contro la Cecoslovacchia giocata ad Anversa, valida per la qualificazione all'Olimpiade di Belgio 1920. La sua ultima partita con la nazionale risale al 31 luglio 1927 sempre contro la Cecoslovacchia a Belgrado.
Indossò la maglia della nazionale per un totale di quattordici partite andando due volte a segno.

## Palmarès

### Club
- Campionato jugoslavo: 3

Građanski Zagabria: 1923, 1926, 1928